# Écloserie de poissons

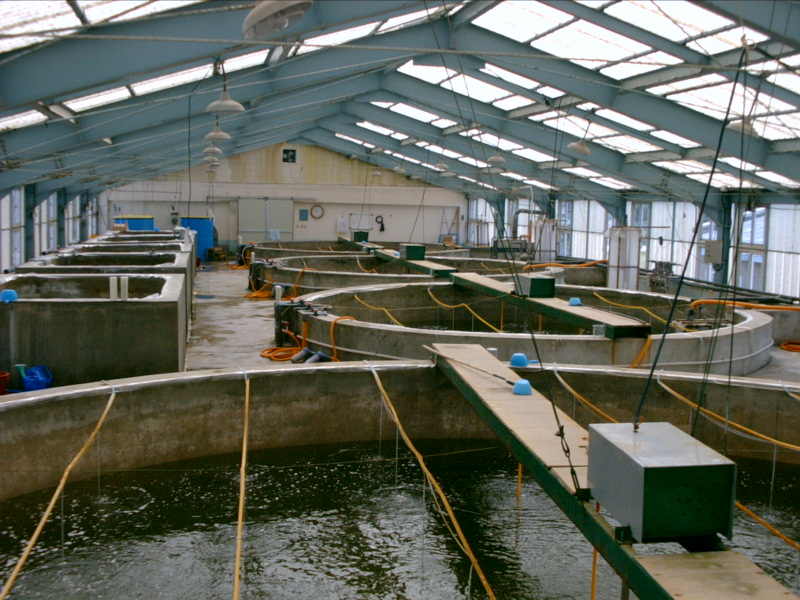
Réservoirs dans une écloserie de crevettes.

Une écloserie de poisson ou station piscicole ou alevinière, est un lieu de reproduction artificielle, d'éclosion et d'élevage pendant les premiers stades de la vie des animaux, en particulier les poissons et les crustacés. Les écloseries produisent des larves et des juvéniles de poissons, de fruits de mer et de crustacés, principalement pour soutenir l'industrie de l'aquaculture où ils sont transférés vers des systèmes de croissance, tels que les fermes piscicoles, pour atteindre la taille de la récolte. Certaines espèces qui sont couramment élevées dans les écloseries comprennent huîtres du Pacifique, crevettes, crevettes indiennes, saumon, tilapia et les pétoncles. La valeur de la production aquacole mondiale est estimée à 98,4 milliards de dollars EU en 2008, la Chine dominant considérablement le marché; cependant, la valeur de la production aquacole en écloserie et en nurserie n'a pas encore été estimée. La production supplémentaire d'écloserie pour des utilisations domestiques à petite échelle, qui est particulièrement répandue en Asie du Sud-Est ou pour les programmes de conservation, n'a pas encore été quantifiée .
Il y a un grand intérêt à compléter les stocks de poissons exploités, en libérant des juvéniles qui peuvent être capturés dans la nature et élevés dans des nurseries avant ré-implantation, ou produits uniquement dans une écloserie. L'élevage de larves de poissons a été largement employé aux États-Unis, dans les efforts de mise en valeur des stocks, afin de reconstituer les populations naturelles. Le Fish and Wildlife Service des États-Unis a mis en place le National Fish Hatchery System (en) pour soutenir la conservation des espèces de poissons indigènes.

## Objectifs

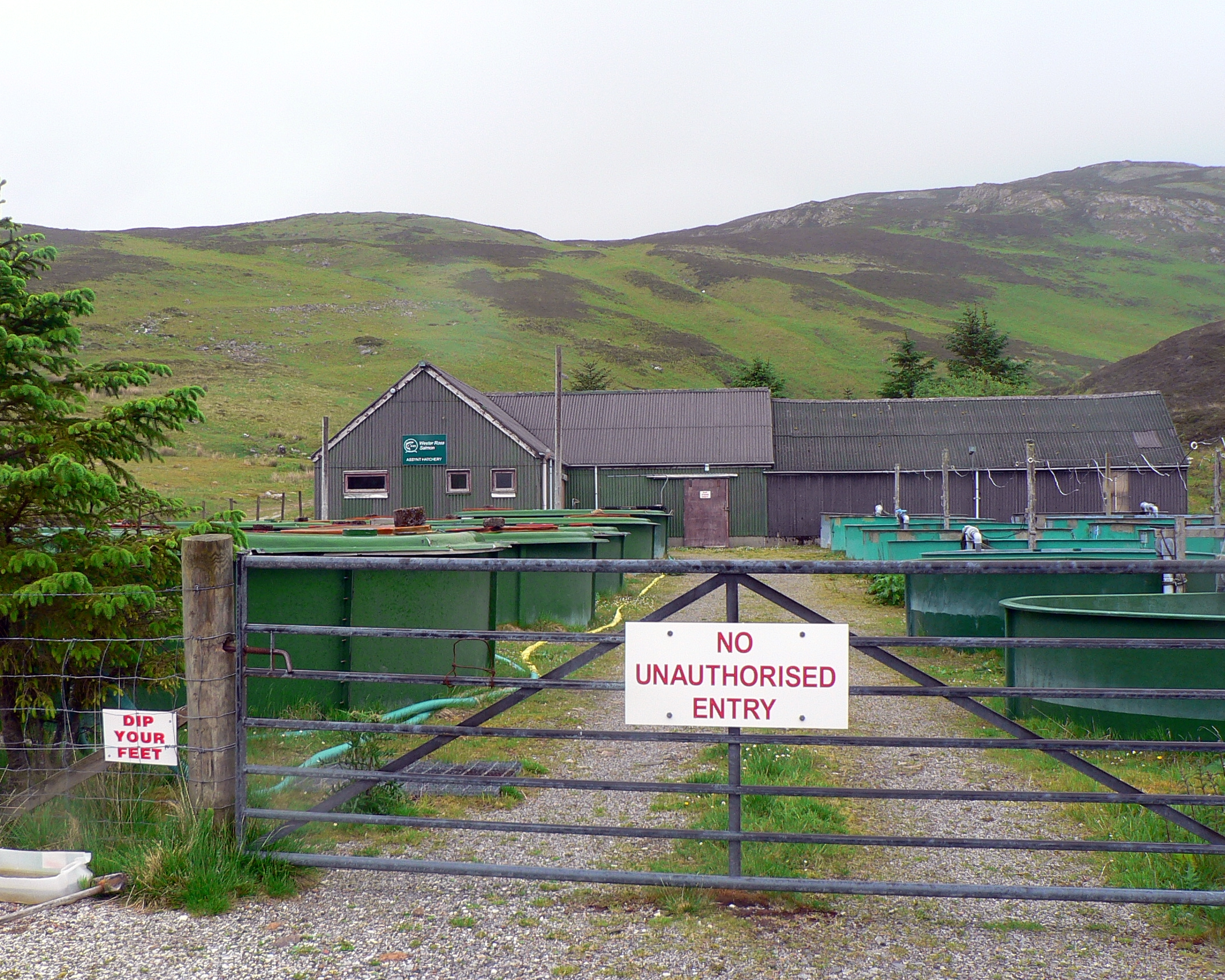
Écloserie Assynt Salmon, près de dans les Highlands écossais.

Les écloseries produisent des larves et des juvéniles de poissons et de crustacés destinés à être transférés vers des installations d'aquaculture, où ils sont « élevés » pour atteindre la taille de la récolte. La production en écloserie confère trois avantages principaux à l'industrie; 

### Production hors saison
Un approvisionnement constant en poisson provenant des installations aquacoles est une exigence importante du marché. Le conditionnement des géniteurs peut prolonger la saison de frai naturelle et donc l'approvisionnement en juvéniles des fermes . L'approvisionnement peut être en outre garanti par l'approvisionnement des écloseries de l'hémisphère opposé, c'est-à-dire avec des saisons opposées.

### Amélioration génétique
Des modifications génétiques sont effectuées dans certaines écloseries pour améliorer la qualité et le rendement des espèces d'élevage. La fertilisation artificielle facilite les programmes de sélection sélective qui visent à améliorer les caractéristiques de production telles que le taux de croissance, la résistance aux maladies, la survie, la couleur, une fécondité accrue et/ou un âge de maturation inférieur. L'amélioration génétique peut être médiée par un élevage de sélection, par hybridation ou par d'autres techniques de manipulation génétique.

### Réduire la dépendance à l'égard des juvéniles sauvages
En 2008, l'aquaculture représentait 46% de l'approvisionnement total en poisson destiné à la consommation, soit environ 115 millions de tonnes. Bien que les juvéniles capturés dans la nature soient encore utilisés dans l'industrie, les préoccupations concernant la durabilité de l'extraction des juvéniles, ainsi que le moment et l'ampleur variables des épisodes naturels de frai, font de la production en écloserie une alternative intéressante pour répondre aux demandes croissantes de l'aquaculture .

## Étapes de production

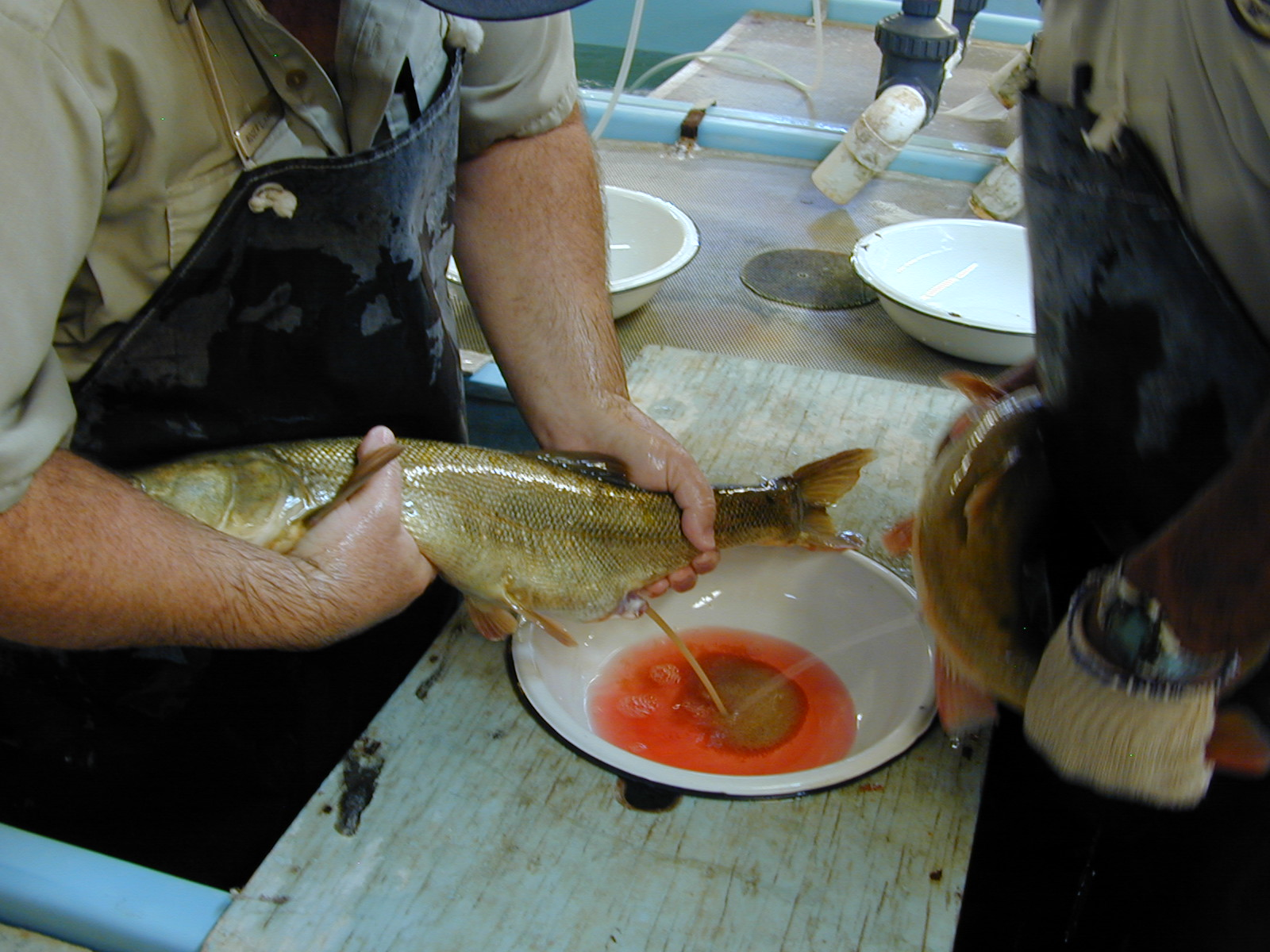
Extraction manuelle des œufs

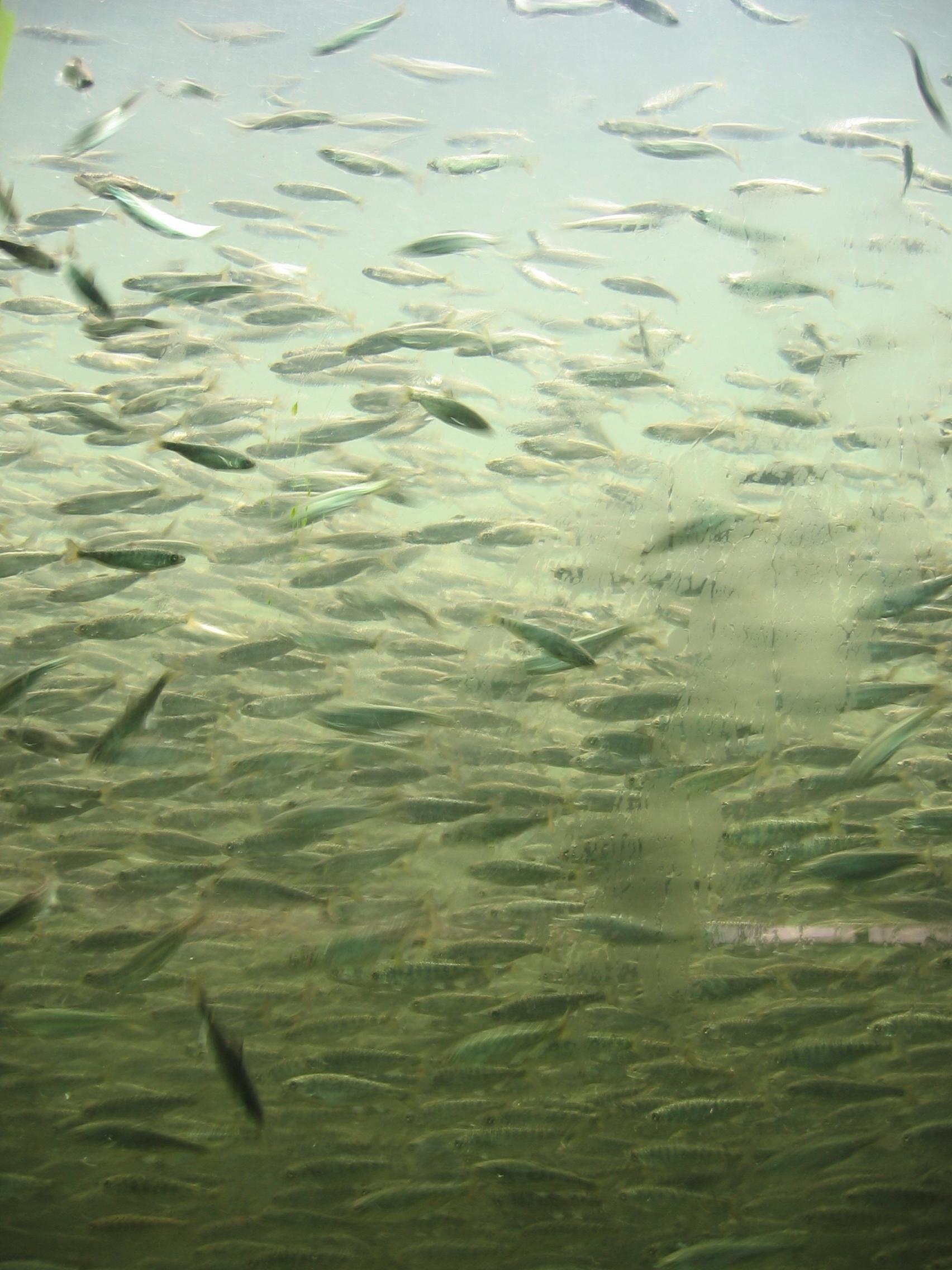
Saumons juvéniles vers la fin de leur séjour dans une écloserie

### Géniteurs
Le conditionnement des géniteurs consiste à amener les adultes en condition de frai en favorisant le développement des gonades. Le conditionnement des géniteurs peut également prolonger le frai au-delà des périodes de frai naturelles, ou pour la production d'espèces élevées en dehors de leur aire de répartition géographique naturelle avec des conditions environnementales différentes ,. Certaines écloseries collectent des adultes sauvages et les font ensuite conditionner tandis que d'autres maintiennent un stock reproducteur permanent,. Le conditionnement est réalisé en gardant le stock de géniteurs dans des réservoirs à circulation dans des conditions optimales de lumière, température, salinité, débit et disponibilité de la nourriture (les niveaux optimaux sont spécifiques à l'espèce). Un autre aspect important du conditionnement des géniteurs est d'assurer la production d'œufs de haute qualité pour améliorer la croissance et la survie des larves, en optimisant la santé et le bien-être des individus des géniteurs. La qualité des œufs est souvent déterminée par l'état nutritionnel de la mère,. Des niveaux élevés de réserves lipidiques en particulier sont nécessaires pour améliorer les taux de survie des larves .
Le frai naturel peut avoir lieu dans les écloseries, pendant la saison régulière de frai, mais lorsque plus de contrôle sur le moment du frai est nécessaire, le frai des animaux matures peut être induit par diverses méthodes. Certaines des méthodes les plus courantes sont:
- Décapage manuel : Pour les mollusques et crustacés, les gonades sont généralement retirées et les gamètes sont extraits ou lavés[7]. Les poissons peuvent être retirés manuellement des œufs et du sperme en caressant le poisson anesthésié sous les nageoires pectorales vers l'anus, ce qui permet aux gamètes de s'écouler librement.
- Manipulation de l'environnement : Le choc thermique, où l'eau fraîche est alternée avec de l'eau plus chaude dans les réservoirs à circulation, peut provoquer le frai [9]. Alternativement, si des signaux environnementaux qui stimulent le frai naturel sont connus, ils peuvent être imités dans le réservoir, par exemple en modifiant la salinité pour simuler le comportement migratoire. De nombreux individus peuvent être incités à frayer de cette manière, mais cela augmente la probabilité d'une fécondation incontrôlée.
- Injection de produits chimiques : Un certain nombre de produits chimiques peuvent être utilisés pour induire le frai, diverses hormones étant les plus couramment utilisées.

### Fertilisation
Avant la fécondation, les œufs peuvent être lavés doucement pour éliminer les déchets et les bactéries susceptibles de contaminer les cultures. La promotion de la fertilisation croisée entre un grand nombre d'individus est nécessaire pour conserver la diversité génétique dans le stock produit en écloserie. Les lots d'œufs sont séparés, fécondés avec du sperme provenant de plusieurs mâles et laissés au repos pendant une heure ou deux avant que les échantillons ne soient analysés au microscope pour assurer des taux élevés de fécondation et pour estimer les nombres à transférer dans des bassins d'élevage larvaire,.

### Larves
L'élevage des larves aux premiers stades de la vie se fait dans des nurseries qui sont généralement étroitement associées aux écloseries destinées à la pisciculture, alors qu'il est courant que les nurseries de mollusques existent séparément. La culture en nurserie de larves pour élever des juvéniles d'une taille appropriée pour le transfert vers des installations de croissance peut être effectuée dans une variété de systèmes différents qui peuvent être entièrement terrestres, ou les larves peuvent être ultérieurement transférées à des systèmes d'élevage en mer qui réduisent la besoin de fournir des aliments. La survie des juvéniles dépend des conditions d'une eau de très haute qualité . L'alimentation est un élément important du processus d'élevage. Bien que de nombreuses espèces puissent pousser uniquement sur les réserves maternelles (lécithotrophie), la plupart des espèces produites commercialement nécessitent une alimentation pour optimiser la survie, la croissance, le rendement et la qualité des juvéniles. Les besoins nutritionnels sont spécifiques à l'espèce et varient également en fonction du stade larvaire. Les poissons carnivores sont généralement nourris avec des proies vivantes; les rotifères sont généralement offerts aux larves précoces en raison de leur petite taille, évoluant vers des Artemia nauplii ou zooplancton plus gros. La production d'aliments vivants sur place ou l'achat sur place est l'un des plus gros coûts pour les écloseries car il s'agit d'un processus à forte intensité de main-d'œuvre. Le développement d'aliments artificiels vise à réduire les coûts impliqués dans la production d'aliments vivants et à augmenter la cohérence de la nutrition, mais une croissance et une survie réduites ont été constatées avec ces alternatives.

### Tassement des coquillages
La production de crustacés en écloserie implique également une phase de stabilisation cruciale où les larves, nageant librement, se déposent hors de l'eau sur un substrat, et subissent une métamorphose si les conditions appropriées sont trouvées. Une fois la métamorphose effectuée, les juvéniles sont généralement connus sous le nom de naissain, c'est cette phase qui est ensuite transportée vers les installations de croissance. Le comportement de colonisation est régi par une gamme d'indices comprenant le type de substrat, le débit d'eau, la température et la présence d'indices chimiques indiquant la présence d'adultes, ou une source de nourriture, etc. ,. Les écloseries doivent donc comprendre ces signaux pour induire la colonisation et être également en mesure de substituer des substrats artificiels pour permettre une manipulation et un transport faciles avec une mortalité minimale .

## Conception d'écloserie

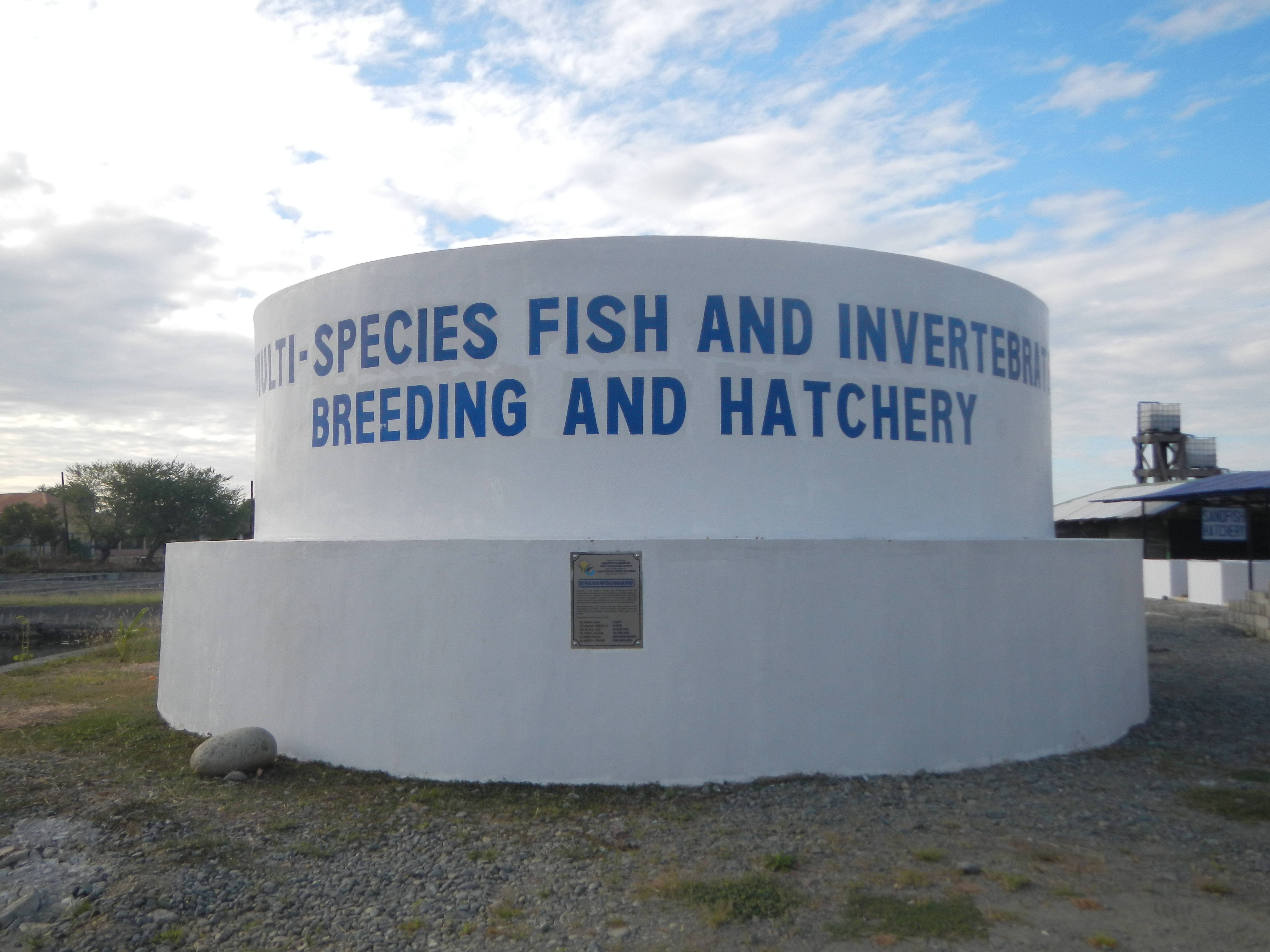
Multi-Species Fish and Invertébrate Breeding and Hatchery, (Laboratoire océanographique marin de Lucap, Alaminos, Pangasinan, Philippines, RMaTDeC, 2011).

Les conceptions des écloseries sont très flexibles, et sont adaptées aux exigences du site, des espèces produites, de l'emplacement géographique, du financement et des préférences personnelles. De nombreuses écloseries sont petites et couplées à de plus grandes opérations de croissance; tandis que d'autres peuvent produire des juvéniles uniquement pour la vente. Les écloseries à très petite échelle sont souvent utilisées dans l'agriculture de subsistance pour approvisionner les familles ou les communautés, en particulier en Asie du Sud-Est. Une petite écloserie se compose de réservoirs d'élevage de larves, de filtres, de réservoirs de production d'aliments vivants, et d'un système d'alimentation en eau. Une écloserie à échelle commerciale généralisée comprendrait une zone de stockage et de ponte des géniteurs, une installation d'élevage d'aliments, une zone d'élevage de larves, une aire d'élevage de juvéniles, des installations de pompage, un laboratoire, une zone de quarantaine, des bureaux et des salles de bain.

### Frais
La main-d'œuvre est généralement le coût le plus élevé de la production en écloserie et représente plus de 50% des coûts totaux. Les écloseries sont une entreprise et donc la viabilité économique et l'échelle de production sont des considérations vitales,. Le coût de production des programmes d'amélioration des stocks est encore compliqué par la difficulté d'évaluer les avantages pour les populations sauvages des activités de repeuplement.

## Problèmes

### Génétique
Les écloseries présentent trois problèmes principaux dans le domaine de la génétique. La première est que le maintien d'un petit nombre de géniteurs peut provoquer la consanguinité et potentiellement conduire à une dépression endogamique, affectant ainsi le succès de l'installation. Deuxièmement, les juvéniles élevés en écloserie, même à partir d'un stock reproducteur assez important, peuvent avoir une diversité génétique considérablement réduite par rapport aux populations sauvages (la situation est comparable à l'effet fondateur). Ces poissons qui s'échappent des fermes ou qui sont relâchés à des fins de repeuplement peuvent nuire à la génétique et à la viabilité des populations sauvages. Ceci est particulièrement préoccupant lorsque les poissons échappés ont été reproduits activement ou sont par ailleurs génétiquement modifiés. Le troisième problème clé est que la modification génétique des aliments est hautement indésirable pour de nombreuses personnes.

### Fermes piscicoles
D'autres arguments qui entourent les exploitations piscicoles, tels que la supplémentation en aliments provenant d'espèces sauvages capturées, la prévalence des maladies, les problèmes de bien-être des poissons et les effets potentiels sur l'environnement, sont également des problèmes pour les écloseries.